# Chronik der Stadt München/1201–1300
Diese Liste ist eine Teilliste der Chronik der Stadt München. Sie listet Ereignisse der Geschichte Münchens aus dem 13. Jahrhundert auf.

## 1207
- Nennung Münchens als „civitas“ (in civitate Munichenin) im Cartular des Klosters Ebersberg. Die Datierung ist aber unsicher und kann mit 1215 als spätest angenommener Datierung auch nach der Nennung von 1214 liegen.

## 1208
- der Überlieferung nach Gründung des Heilig-Geist-Spitals durch Herzog Ludwig den Kelheimer bei seinem zweiten Aufenthalt in München

## 1209
- 11. März Vertrag zwischen Herzog Ludwig dem Kelheimer und dem Freisinger Bischof Otto II. über die Einkünfte aus München, darin Nennung Münchens als „burgus“ (in burgo Monacum appellato)

## 1213
- Dezember: eine Stiftung an die „malsanis de Munich“ könnte der erste Hinweis auf das Leprosenhaus bei St. Nikolai am Gasteig sein, das jedoch erst 1293 urkundlich erwähnt wird.

## 1214
- Nennung Münchens als „civitas“ (in civitate Monaca) anlässlich des dritten Aufenthalts Herzogs Ludwig des Kelheimers in der Stadt

## 1221
- erster Bericht über einen Stadtbrand in München in den Schäftlarner Annalen, darin erneute Nennung Münchens als „civitas“

## 1225/26
- erste urkundliche Erwähnung der Peterskirche als „Ecclesia sancti Petri Muonichen“

## 1229
- die Nennung des „Abraham de Municha“ in einer Regensburger Urkunde ist der erste Nachweis für den Aufenthalt von Juden in München.

## 1231/34
- erste urkundliche Erwähnung Englschalkings als „Engelschalchingen“

## 1239
- 28. Mai: Gemeinsam durch den Richter Jordanus und die Bürger zu München (Iordanus iudex universique in Monaco cives) gesiegelte Urkunde als erster Nachweis des eigenständigen Handelns der Münchner Bürgerschaft, darin u. a.:
  - erstes erhaltenes Stadtsiegel Münchens mit der Darstellung eines Mönchskopfs mit Kapuze unter einem Stadttor, darüber ein Adler
  - erste urkundliche Erwähnung eines Schulmeisters (in Monaco scholasticus) und somit einer Schule
  - erste urkundliche Erwähnung des Kaufingertors als oberes Tor (der ersten Stadtmauer), was die Existenz eines unteren Tores (Talburgtor) mit bezeugt.

## 1240
- Juni: ein bayerischer Landtag in München gilt als Zeugnis dafür, dass sich der Herzog, jetzt Otto II., in der Stadtherrschaft endgültig gegenüber dem Bischof von Freising durchgesetzt hat

## 1249
- zweites erhaltenes Exemplar des ersten Münchner Stadtsiegels

## 1250
- 31. Oktober: erste urkundliche Erwähnung des 1208 gegründeten Heilig-Geist-Spitals und der Heilig-Geist-Kirche in einem durch Papst Innozenz IV. ausgestellten Schutzbrief

## 1255
- Nach der Ersten Bayerischen Landesteilung wird München durch Herzog Ludwig den Strengen zur Residenzstadt der Herzöge von Oberbayern gemacht

## 1257
- erste urkundliche Erwähnung eines Klosters in München, des Klosters der Franziskaner, damals noch im heutigen Angerkloster

## 1265
- Herzog Ludwig der Strenge bestätigt der Stadt München das Recht auf allgemeine Besteuerung ihrer Bürger und verzichtet damit auf Steuerbefreiung für seine Beamten.

## 1268

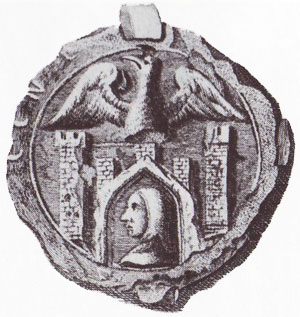
Münchner Stadtsiegel 1268

- 1. Februar: erste urkundliche Erwähnung Thalkirchens
- zweites Münchner Stadtsiegel, in der Form dem ersten von 1239 ähnlich

## 1269
- erste urkundliche Erwähnung Langwieds als „Lanquat“

## 1271
- 24. November: Bischof Konrad II. von Freising erhebt die Marienkapelle, den Vorgängerbau der heutigen Frauenkirche, zur zweiten Pfarrkirche neben St. Peter. Das Stadtgebiet wird aufgeteilt, die südliche Hälfte der Pfarrei St. Peter zugeordnet und die nördliche der Pfarrei Unserer Lieben Frau. Diese erhält auch einen eigenen Friedhof. Das Heilig-Geist-Spital wird eigene Pfarrei mit der Heilig-Geist-Kirche als Pfarrkirche und eigenem Friedhof.

## 1273
- 29. März: Papst Gregor X. bestätigt die Pfarr- und Begräbnisrechte für die Marienkapelle und Heilig-Geist.

## 1279
- erste bekannte Stiftung einer regelmäßigen Speisung für die Insassen des Heilig-Geist-Spitals durch den Münchner Bürger Konrad von Fraunhofen.

## 1280
- erster Nachweis der Existenz von Bierbrauern in München.

## 1282
- Vermutlich in diesem Jahr Bau des neuen Franziskanerklosters am heutigen Max-Joseph-Platz.

## 1284
- 16. Oktober: Bezug des Angerklosters, des ehemaligen Franziskanerklosters, durch die Klarissen.
- überliefertes Stiftungsjahr des Pütrich-Seelhauses (Quellen fehlen)

## 1285
- 12. Oktober: Bei einem Pogrom werden 60 Juden getötet, fast die ganze damalige jüdische Gemeinde in München.

## 1286
- 1. Januar: erste urkundliche Nennung der Kirche des Heilig-Geist-Spitals als Katharinenkapelle, 1250 war sie nach dem Spital als Heilig-Geist-Kirche bezeichnet worden, wie sie auch heute wieder heißt.
- erste urkundliche Erwähnung des Münchner Stadtrats als „consules civitatis Monacensis“

## 1287
- 21. September: Mit der Bezeichnung des Angerklosters als innerhalb der Mauern (infra muros) gelegen erstes Zeugnis für die zweite Stadtmauer.

## 1289
- 26. Januar: Rat und Gemein der Stadt urkunden gemeinsam, erste Nennung der Gemein als Organ der bürgerlichen Mitbestimmung neben dem Rat. In dieser Urkunde auch erste Erwähnung eines inneren Stadtgrabens, was einen äußeren voraussetzt und einen weiteren Hinweis auf die zweite Stadtmauer gibt.

## 1293
- erste urkundliche Erwähnung des Leprosenhauses bei St. Nikolai am Gasteig anlässlich einer Stiftung an die „siechen auf dem gasteig ze München“
- erste urkundliche Nennung eines Straßennamens, der Neuhauser Straße

## 1294
- 4. April: Herzog Rudolf I. beruft die Augustiner-Eremiten nach München.
- 19. Juni: Herzog Rudolf I. stellt der Stadt eine Handfeste aus, in der ihr alle von sinen Vorgängern zugestandenen Rechte bestätigt werden. Diese „Rudolfinum“ genannte Handfeste hat 22 Artikel und stellt eine Art Grundgesetz der Stadt dar. Darin:
  - erstmalige Bezeichnung der Bewohner Münchens als „burgaer“
  - Hinweis auf die Existenz eines Burgfriedens um die Stadt herum, in dem ebenfalls bestimmte Rechte gelten sollen
  - Übertragung der Niederen Gerichtsbarkeit an die Stadt. Der Stadtrichter ist nicht mehr nur Vertreter des Stadtherren, sondern auch Beamter der Stadt

## 1295
- 24. August: erste Überlieferung einer vollständigen Liste der 12 Mitglieder des Stadtrats: Mariquart Draehsel, Chuenrat Freimanner, Heinrich Freimanner, Chuenrat Gacgenay, Sighart Sentlinger, Ainweich Sluder, Perhtolt Schrench, Heinrich Sander, Mariquart Schiet, Dietel Guldin, Heinrich Chuechil und Heinrich Altmann.
 In derselben Urkunde erste Erwähnung der hinteren Schwabinger Gasse, der heutigen Theatinerstraße.
- der Überlieferung nach Stiftung des Ridler-Seelhauses durch Heinrich Ridler, den ältesten urkundlich bekannten Vertreter der Patrizierfamilie der Ridler. Das Stiftungsdatum ist allerdings erst in einer Urkunde vom 13. November 1497 schriftlich belegt.

## 1300
- 15. Juni: erste urkundliche Erwähnung der inneren Stadt und damit der Aufteilung Münchens in eine innere und eine äußere Stadt. In dieser Urkunde auch erstmalige Bezeichnung des bereits 1239 erwähnten oberen Tors mit dem Namen Kaufingertor.